# Bjelojevići (Mojkovac)
Pour les articles homonymes, voir Bjelojevići.
Bjelojevići (en serbe cyrillique : Бјелојевићи) est un village du nord-est du Monténégro, dans la municipalité de Mojkovac.

## Démographie

### Évolution historique de la population
| 1948 | 1953 | 1961 | 1971 | 1981 | 1991 | 2003 |
| ---- | ---- | ---- | ---- | ---- | ---- | ---- |
| 25   | 63   | 108  | 150  | 219  | 249  | 232  |